# Elecciones estatales de Campeche de 1986
Las elecciones estatales de Campeche de 1986 se realizaron el domingo 6 de julio de 1986 y en ellas se renovaron los veinticuatro escaños del Congreso del Estado de Campeche, de los cuales veintiuno fueron electos por mayoría relativa y tres fueron designados mediante representación proporcional para integrar la LII Legislatura del Congreso del Estado de Campeche.

## Resultados
|  | 96.56 % |

|  | 2.11 % |

|  | 0.61 % |

|  | 0.42 % |

|  | 0.18 % |

|  | 0.06 % |

|  | 0.03 % |

|  | 100 % |